# Grande Dixence S.A.
Pour les articles homonymes, voir Dixence (homonymie).
Grande Dixence S.A. est une entreprise Suisse du secteur énergétique. Elle est propriétaire des installations hydroélectriques de la Grande Dixence.

## Actionnariat
L'entreprise Grande Dixence S.A. est détenu à 60 % par ALPIQ Suisse SA, 13,33 % par BKW FMB Energie SA, 13,33 % par NOK et 13,33 % par le canton de Bâle-Ville.